# Veliki Bukovec
Pour les articles homonymes, voir Veliki Bukovec (homonymie).
Veliki Bukovec est un village et une municipalité située dans le comitat de Varaždin, en Croatie. Au recensement de 2001, la municipalité comptait 1 578 habitants, dont 98,67 % de Croates et le village seul comptait 701 habitants.

## Localités
La municipalité de Veliki Bukovec compte 3 localités :
- Kapela Podravska
- Dubovica
- Veliki Bukovec